# Arendalsbanen

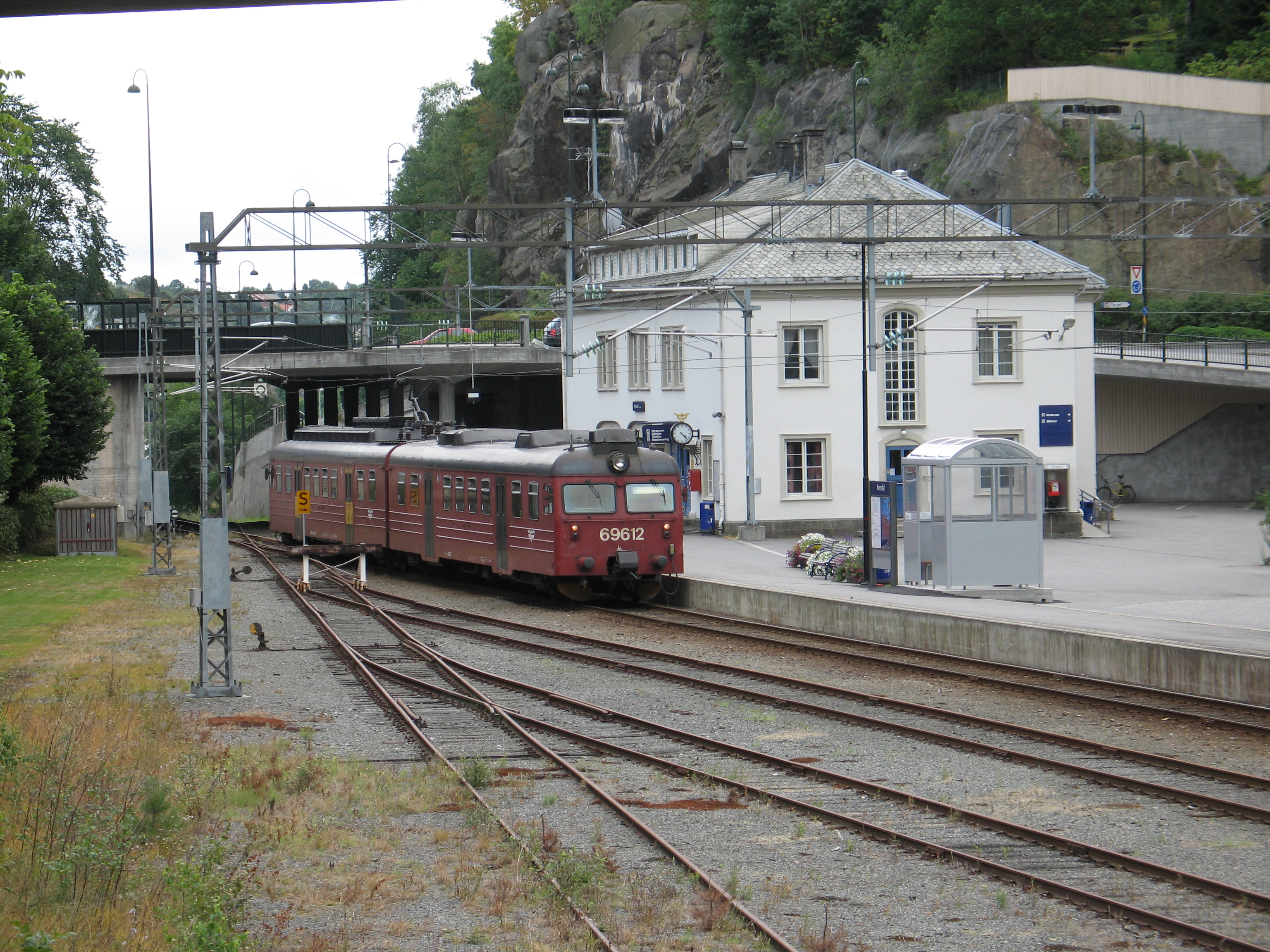
Arendal järnvägsstation sommaren 2006

Arendalsbanen eller Arendalslinjen är en sidobana till Sørlandsbanen som går mellan Nelaug och Arendal. Hela banan ligger i Agder fylke. 
Banan elektrifierades 1995 och trafikeras sedan den 15 december 2019 av Go-Ahead Norge med elektriska lokaltågsmotorvagnar typ 69. Banan används främst för resor mellan Arendal och Oslo, med byte i Nelaug. Från Nelaug finns också förbindelser till Kristiansand och Stavanger. 
Den sträcka som i dag kallas Arendalsbanen planerades och byggdes av NSB som lokalbana för att binda samman Arendal med en viktig del av stadens uppland längs Nidelva. Banen öppnades först till Froland 1908. År 1910 kunde man öppna banan till Åmli, och 1913 förlängdes den till Tveitesund eller Treungen. Treungenbanen var det officiella namnet på denna bana som gick från Arendal till Treungen i Telemark fylke. Möjligheterna att förlänga banan ända till Fyresdal diskuterades. Treungenbanen hade en sidobana från Rise station till Grimstad. Denna sträcka byggdes som privatbana, men övertogs senare av NSB och trafikerades under namnet Grimstadbanen. Timmer- och malmtransport var de viktigaste uppgifterna för dessa banor, förutom persontrafiken. Både Treungenbanen och Grimstadbanen byggdes smalspåriga (1067 mm). 
Sørlandsbanen nådde Nelaug 1935, och Treungenbanen reducerades då till två sidobanor. Sträckan Arendal–Nelaug byggdes om till normalspår. Även Grimstadbanen byggdes kort därefter om till normalspår. 

## Stationer
- Nelaug
- Flaten
- Bøylefoss
- Bøylestad
- Froland
- Blakstad
- Rise
- Bråstad
- Arendal